# Dorfkirche Dahrenstedt

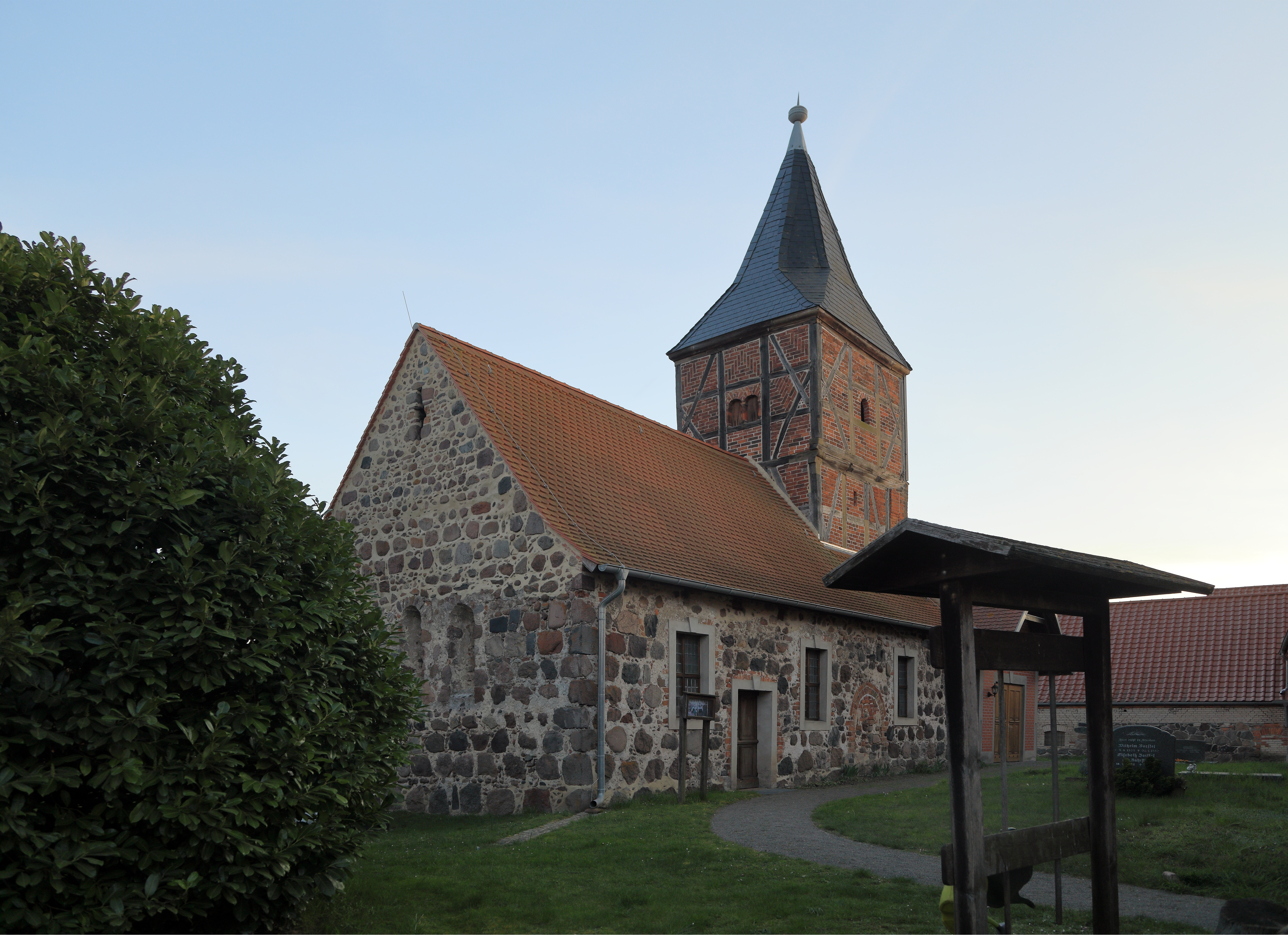
Dorfkirche von Nordosten

Die Dorfkirche Dahrenstedt ist die evangelische Kirche des zur Stadt Stendal gehörenden Dorfes Dahrenstedt. Sie gehört zum Kirchenkreis Stendal der Evangelischen Kirche in Mitteldeutschland.

## Architektur und Ausstattung

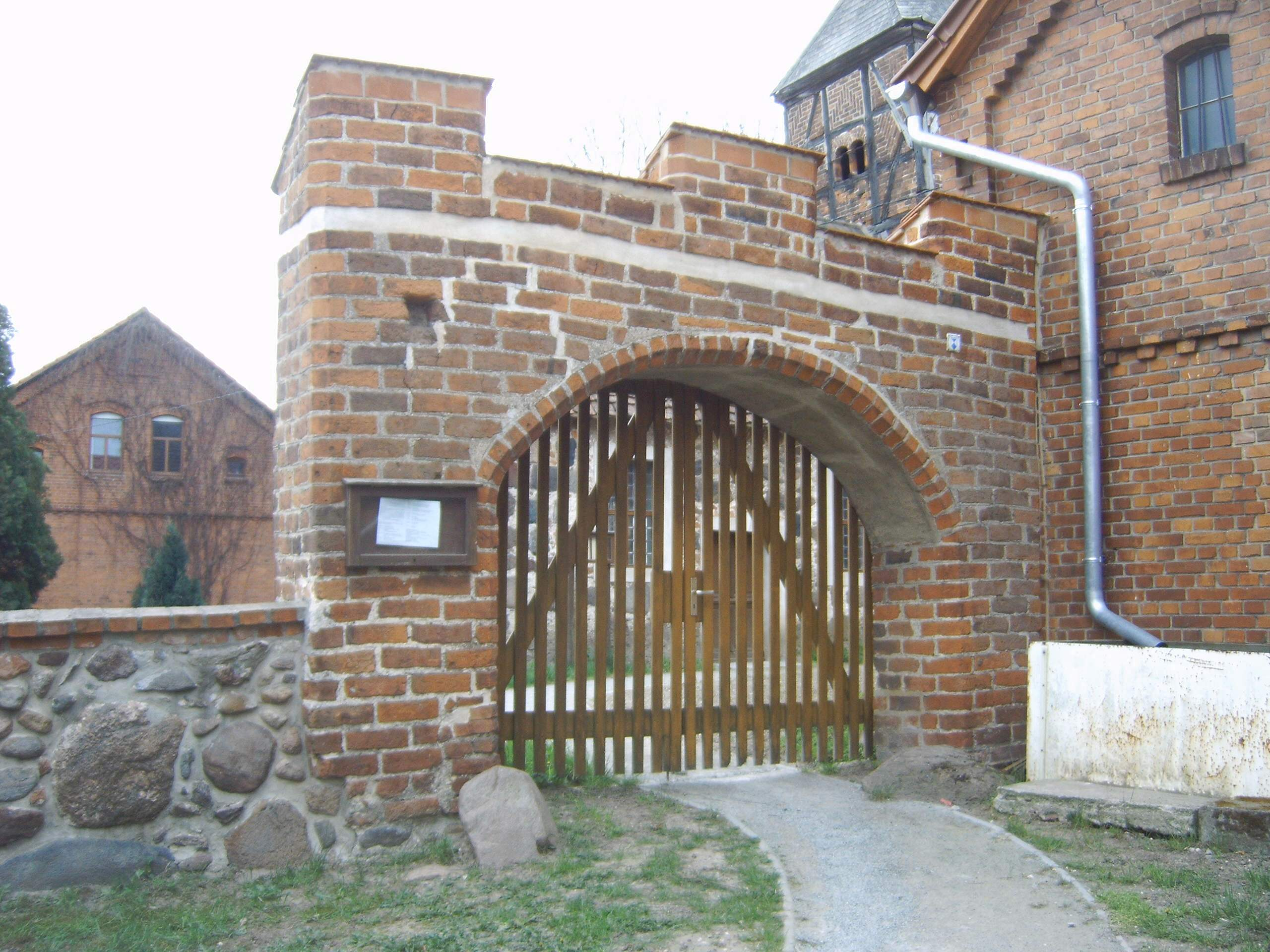
Tor zum Kirchhof

Die Kirche wurde in der zweiten Hälfte des 13. Jahrhunderts aus Feldsteinen im gotischen Baustil als einfacher Saalbau errichtet. 1728 erfolgten umfangreiche Umbauten, in deren Zuge an der Westseite des Kirchenschiffs ein Fachwerkturm mit achteckigem Helm angebaut wurde. Die Jahreszahl ist im Innenputz der Glockenstube des Turms ersichtlich. Außerdem wurden bis auf drei ursprünglich erhaltene Spitzbogenfenster barocke Korbbogenfenster eingebaut. Das spitzbogige Portal an der Nordseite des Schiffs wurde vermauert. 
Im Innern ist das Kirchenschiff flach gedeckt, und die Inneneinrichtung ist schlicht gehalten. Es ist ein Grabstein für den 1609 verstorbenen Diederich Krull vorhanden, der den Verstorbenen in plastischer Figur darstellt. Die Westempore wird durch die hölzernen Stützpfeiler des Turms flankiert. Empore und Kirchengestühl stammen aus dem 18. Jahrhundert. Die Kanzel entstand im 19. Jahrhundert. Die Kirche besitzt eine Bronzeglocke aus dem 14. Jahrhundert.

## Außenanlage
Umgeben ist die Kirche von einem kleinen Friedhof, der von einer Findlingsmauer eingefasst ist. In der Friedhofsmauer befindet sich ein sagenumwobener Stein. Dessen zwei Löcher sollen der Sage nach von Kaiser Otto I. mit einem Stock hineingestoßen worden sein. Als Eingang dient ein aus dem 16. Jahrhundert stammendes rundbogiges Portal aus Backsteinen, das mit einem Zinnenabschluss verziert ist. Unmittelbar westlich der Kirche wurde in jüngerer Zeit aus modernen Ziegelstein ein neues Gebäude errichtet, welches den mittelalterlichen Gesamteindruck der Anlage beeinträchtigt.